# Rowan Wick
Rowan D. Wick (North Vancouver, 1992. november 9. –) kanadai profi baseball-felváltódobó, aki a Major League Baseball (MLB) bajnokságban szereplő Chicago Cubs csapatában játszik. Korábban a San Diego Padres csapatában is játszott.

## Pályafutása

### Amatőr
Wick a North Vancouver-i Carson Graham Középiskola diákja volt és a Milwaukee Brewers a 2010-es Major League Baseball-draft 19. körében draftolta. Wick nem igazolt le a csapattal, tanulmányait a St. John’s Egyetemen folytatta, hogy egyetemi baseballt játszhasson. Az első éve után iskolát váltott és a Cypress Egyetemen folytatta a tanulmányait. 2011 nyarán a Northwoods League nyári egyetemi ligában, a La Crosse Loggers csapatában játszott. A St. Louis Cardinals a 2012-es Major League Baseball-draft 9. körében draftolta.

### Profi

#### St. Louis Cardinals
Wick aláírt a Cardinalsnak és a profi pályafutását elkapóként kezdte meg. Profi bemutatkozására a 2012-es szezonban, a Gulf Coast Cardinals csapatában került sor, ahol .156-es ütőátlagot ért el 23 mérkőzés után. A 2013-as szezonban a Johnson City Cardinals csapatában kapott helyet, ahol .256-es ütőátlagot, 10 hazafutást és 35 beütött futást ért el 56 mérkőzés alatt. A 2014-es szezonban kihelyezték a külső mezőre, és a State College Spikes és a Peoria Chiefs csapataiban játszott, és a két csapat között .292-es ütőátlagot, 20 hazafutást és 60 beütött futást ért el 74 mérkőzés alatt. Wick a 2015-ös szezont a Palm Beach Cardinals csapatában kezdte, azonban gyenge ütőteljesítménye – .198-es ütőátlag 33 mérkőzés alatt – miatt elkezdték átképezni dobónak, a szezont a Gulf Coast Cardinals csapatában fejezte be, ahol két játékrész alatt két futást engedett be. 2016-ban, első olyan szezonjában, amelyben végig felváltódobóként játszatták, a Palm Beach és a Springfield Cardinals csapatában is játszott, és összesítve 2–0 győzelmi arányt, 2,44-os kiérdemeltfutás-átlagot és 57 kiejtést ért el 44⅓ játékrész alatt. A szezon után a Cardinals az Arizona Fall League téli ligában játszó Glendale Desert Dogs csapatába osztotta be Wicket, majd felvette a negyventagú játékoskeretébe, hogy megóvja az ötös szabályzat szerinti drafttól. A 2017-es szezont a Memphis Redbirds csapatában kezdte, azonban május 14-én felkerült a sérültek listájára, ahonnan július 10-ig le sem került. Felépülése után a Springfieldben játszott, amíg szeptemberben fel nem hívták a Memphisbe. A Springfieldben 16 szereplés alatt 2,08-os kiérdemeltfutás-átlagot, illetve a Memphisben 14 szereplés után 2–1-es győzelmi arányt és 5,40-os kiérdemeltfutás-átlagot ért el.

#### San Diego Padres
2018. február 16-án a San Diego Padres csapata leigazolta Wicket az átigazolási listáról. A csapat március 28-án levette a negyventagú játékoskeretéből. Wick a 2018-as szezont a San Antonio Missions csapatában kezdte meg, azonban 29 mérkőzés után felhívták az El Paso Chihuahuas csapatába. A két csapatban összesítve 4–4-es győzelmi arányt, 2,67-os kiérdemeltfutás-átlagot és 64 kiejtést ért el 54 játékrész alatt. A Padres 2018. augusztus 31-jén felhívta a csapatba, MLB-bemutatkozása ugyanazon napon volt. A Padresben összesen 10 mérkőzésen jutott szerephez és 8⅓ játékrész alatt 0–1-es győzelmi arányt, 6,48-os kiérdemeltfutás-átlagot és 7 kiejtést ért el.

#### Chicago Cubs
A Padres 2018. november 20-án elcserélte Wicket a Chicago Cubs csapatával Jason Vosler hármasvédőért. Wick a 2019-es szezont az Iowa Cubs csapatában kezdte, azonban Xavier Cedeño lesérülése után, 2019. május 22-én felhívták a Cubsba. Első mérkőzése a csapatban másnap a Philadelphia Phillies ellen volt, ahol az ötödik játékrészben Jon Lestert váltotta és 1 játékrész alatt 1 futást engedett be. A mérkőzés után visszaküldték az Iowába, majd június végén ismét felhívták a Cubsba, ahol 4 mérkőzésen játszott, mielőtt ismét leküldték. Július végén ismét felhívták, és augusztus 3-án a Milwaukee Brewers ellen megszerezte első MLB-győzelmét, melyet a következő mérkőzésén, két nappal később az Oakland Athletics ellen a második követett. Wick 2019-ben a Cubs csapatában 31 mérkőzésen jutott szerephez, 33⅓ játékrész alatt 2–0-ás győzelmi arányt, 2,43-os kiérdemelt-futás átlagot és 35 kiejtést ért el. A Covid19-pandémia miatt 60 mérkőzésre rövidített 2020-as szezonban 19 játékon szerepelt, 17⅓ játékrész alatt 3,12-os kiérdemeltfutás-átlagot és 20 kiejtést ért el.
2021. április 26-án bordaközi izomhúzódás miatt felkerült a sérültek hatvannapos listájára.

### Válogatott
Wick tagja volt a 2017-es World Baseball Classicra küldött kanadai válogatott keretének. A bajnokságon egyetlen, a Dominikai Közösség elleni mérkőzésen jutott szerephez, ahol a kilencedik játékrészben állították be és egyetlen találatot sem adott fel. Csapata végül 0 győzelem mellett 3 vereséggel zárt, így nem jutott tovább a csoportkörből.

## Fordítás
- Ez a szócikk részben vagy egészben  a   Rowan Wick című angol Wikipédia-szócikk ezen változatának fordításán alapul.  Az eredeti cikk szerkesztőit annak laptörténete sorolja fel. Ez a jelzés csupán a megfogalmazás eredetét és a szerzői jogokat jelzi, nem szolgál a cikkben szereplő információk forrásmegjelöléseként.